# Teppan仁六
座標: 北緯35度38分3.8秒 東経139度42分41.6秒 / 北緯35.634389度 東経139.711556度

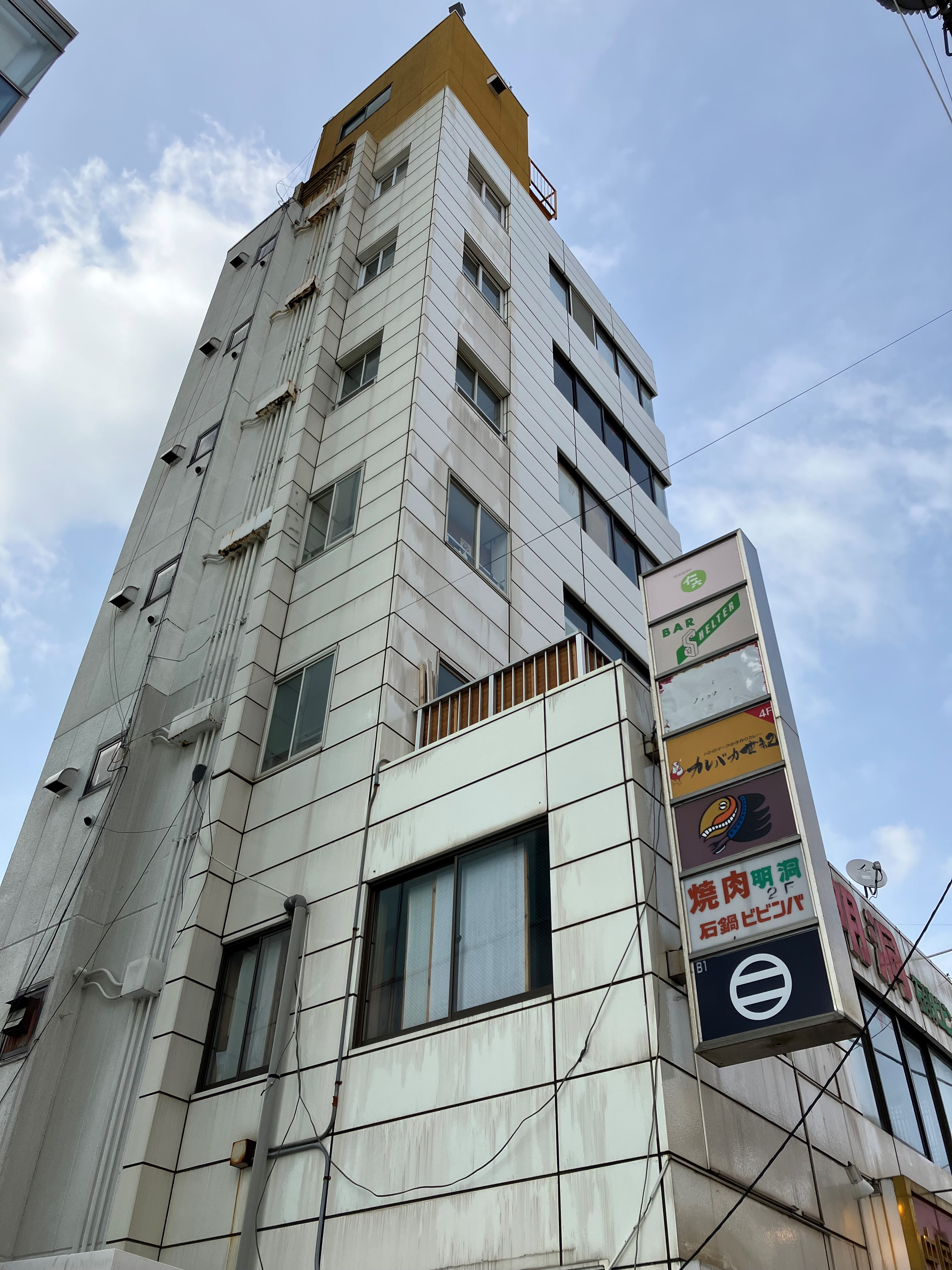
明洞ビル。7FにTeppan仁六が入る。

星空鉄板カフェteppan仁六（ほしぞらてっぱんカフェてっぱんにろく）は、東京都目黒区に本店を置く広島お好み焼き・鉄板焼き店である。
詳細な住所は、東京都目黒区目黒1-6-16 ミョンドンビル7Ｆ

## 概要
広島県佐伯郡大野町（現：廿日市市）出身の舩江修（株式会社サムズ代表取締役社長／ロックバンドThe OYSTARSボーカル）が2007年6月23日に目黒で創業した。店長は舩江修の義弟、阿部圭一郎（広島県広島市五日市出身）。店名は舩江修の祖父「舩江仁六」（元大野町町議会議長）からきている。
2006年8月に「鉄っぱんや仁六」を恵比寿にて創業、2007年6月23日に現在の目黒に「星空鉄板カフェteppan仁六」を開店する。
広島から直送の食材とお酒にこだわり、店舗内装はすべてスタッフによる手作り。アットホームな隠れ家空間にteppan仁六オリジナルソング、似顔絵Tシャツ、オリジナル仁六キャンディ等独自のアイテム を構築し、近代の広島お好み焼き・鉄板焼き業界におけるパイオニア的存在 である。

## 沿革
- 2006年8月 - 「鉄っぱんや仁六」恵比寿にて創業
- 2007年6月 - 「星空鉄板カフェteppan仁六」目黒にて開店
- 2009年10月 - 世界フードフェス「VENDY AWARDS THAILAND 2009」[7] にてteppan仁六日本グランプリ受賞
- 2011年5月 - 「teppan仁六 delivery」を開始
- 2019年8月 - HARRY店長就任